# PGC 2232048
LEDA/PGC 2233219 ist eine Spiralgalaxie vom Hubble-Typ Sab im Sternbild Großer Bär am Nordsternhimmel. Sie ist schätzungsweise 966 Millionen Lichtjahre von der Milchstraße entfernt und hat einen Durchmesser von etwa 215.000 Lichtjahren.
Im selben Himmelsareal befinden sich u. a. die Galaxien NGC 3938, PGC 2232606, PGC 2234050, PGC 2234911.